# Iker Zufiaurre
Iker Zufiaurre (* 7. August 2005 in Adelia María) ist ein argentinischer Fußballspieler.

## Karriere

### Verein
Anfang 2024 ging er von der U20 der Boca Juniors in deren zweite Mannschaft über. Am 13. Mai 2024 debütierte er für die erste Mannschaft in der ersten Liga, als er bei der 0:1-Niederlage gegen Atlético Tucumán in der 85. Minute für Cristian Medina eingewechselt wurde. Sein erstes Spiel für die Mannschaft bestritt er zuvor schon in der Copa Sudamericana, als er bei einem 0:0 gegen Nacional Potosí zur 63. Minute für Lucas Janson ins Spiel kam.

### Nationalmannschaft
Seit Juli 2024 kommt er für die argentinische U20-Nationalmannschaft zum Einsatz.